# Froot (cântec)
„Froot” este un cântec al cantautoarei galeze Marina Diamandis, profesional cunoscută sub numele de Marina and the Diamonds. A fost lansat la data de 10 octombrie 2014, pentru a coincide cu ziua de naștere a cântăreței, ca lead single-ul de pe al treilea album de studio Froot. Diamandis a premiat single-ul  pe canalul sau official de YouTube.

## Videoclipul
Diamandis a lansat un videoclip audio pentru "Froot" prin intermediul canalulului ei de pe YouTube pe 10 octombrie 2014. Videoclipul, care a ajuns la un milion de vizualizari în câteva zile, caracteristici reprezentări ale organelor de fructe și cerești rotative încet printr-un fond ceresc cu titlul animate a pistei care apare ocazional în multicolor. Videoclipul a fost animat de artistul Bill Richards, cu aceleași animațiile folosite pentru videoclipul audio pentru al doilea promotional single "Happy". La data de 4 noiembrie 2014, Diamandis a lăsat să se înțeleagă prin intermediul Twitter că va dezvălui videoclipul pe 11 noiembrie 2014. Ea a postat, de asemenea, poze din spatele scenelor
Un videoclip pentru "Froot" a fost filmat in Eltham Palace, la sfârșitul lunii octombrie 2014, cu Chino Moya ca director; a fost lansat prin canalul lui Diamandis "YouTube la data de 11 noiembrie 2014, cu o versiune prescurtată a piesei.